# Schizolaena pectinata
Schizolaena pectinata är en tvåhjärtbladig växtart som beskrevs av René Paul Raymond Capuron. Schizolaena pectinata ingår i släktet Schizolaena och familjen Sarcolaenaceae. Inga underarter finns listade i Catalogue of Life.